# Ministerio de Finanzas (Argentina)
El Ministerio de Finanzas del Poder Ejecutivo Nacional de Argentina fue un ministerio creado por el presidente Mauricio Macri en diciembre de 2016, y disuelto en junio de 2018.

## Historia
El 26 de diciembre de 2016, se anunció la renuncia del Ministro de Hacienda y Finanzas Públicas Alfonso Prat-Gay y la división de dicho ministerio en dos, uno de Hacienda y otro de Finanzas.
El 22 de junio de 2018, luego de la designación de Luis Caputo como presidente del Banco Central de la República Argentina, el Ministerio de Hacienda absorbió las competencias del ministerio de Finanzas, que dejó de existir.

## Competencias
De acuerdo al Decreto 2/2017, sus competencias eran «asistir al Presidente de la Nación y al Jefe de Gabinete de Ministros, en orden a sus competencias, en todo lo inherente al financiamiento del Sector Público Nacional, a la preservación del crédito público de la Nación, y a las relacionales financieras con las Provincias y la CIUDAD AUTÓNOMA DE BUENOS AIRES…»

## Nómina de ministros
| Ministro    | Partido | Partido               | Periodo                                   | Presidente     |
| ----------- | ------- | --------------------- | ----------------------------------------- | -------------- |
| Luis Caputo |         | Propuesta Republicana | 10 de enero de 2017 - 14 de junio de 2018 | Mauricio Macri |

## Organigrama

### Secretarías
- Subsecretaría de Participación Público Privada
- Unidad de Coordinación General
- Secretaría de Finanzas
  - Subsecretaría de Relaciones Financieras Internacionales
- Secretaría de Servicios Financieros
- Secretaría Legal y Administrativa
  - Subsecretaría de Asuntos Legales y Regulatorios

### Organismos
- Comisión Nacional de Valores
- Superintendencia de Seguros de la Nación
- Fondo de Capital Social S.A.
- Unidad de Información Financiera
- Banco Hipotecario Nacional S.A.
- Banco de la Nación Argentina
- Unidad de Información Financiera